# Xuanwu (Nanjing)
Xuanwu (玄武區 / 玄武区,  Xuánwǔ Qū) ist ein chinesischer Stadtbezirk in der Provinz Jiangsu. Er gehört zum Verwaltungsgebiet von Nanjing. Seine Fläche beträgt 75,17 km² und er zählt 651.957 Einwohner (Stand: Zensus 2010). Er ist Regierungssitz von Nanjing.

## Administrative Gliederung
Auf Gemeindeebene setzt sich der Stadtbezirk aus acht Straßenvierteln zusammen. 